# Poliperconte
Poliperconte (in greco antico: Πολυπέρχων?, Polypérchōn; 394 a.C. circa – 303 a.C. circa) è stato un militare macedone antico, luogotenente di Filippo II e poi di Alessandro Magno.

## Biografia

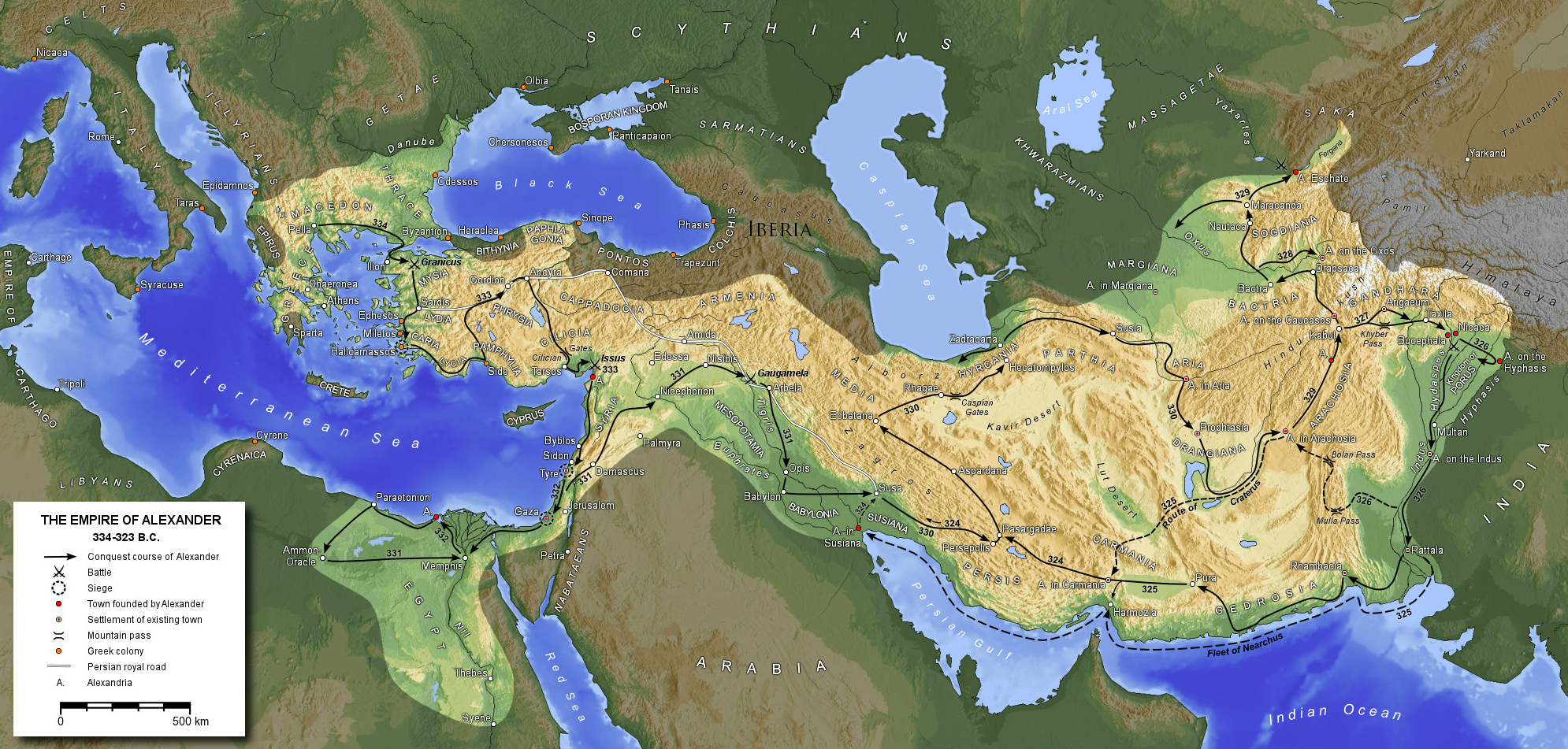
L'impero di Alessandro Magno

Poliperconte fu compagno d'armi e amico fedele di Antipatro, che lo designò suo erede come luogotenente del regno di Macedonia. Appoggiatosi ad Olimpiade, madre di Alessandro Magno, ormai esiliata in Epiro, sua terra d'origine, e con l'aiuto del figlio Alessandro, Poliperconte cercò di contrastare le velleità di Cassandro I, figlio di Antipatro. Una volta morta Olimpiade, per mano di Cassandro, il potere di Poliperconte si indebolì notevolmente ed egli venne spodestato definitivamente nel 316 a.C..
A quel punto Poliperconte iniziò a radunare un esercito e a supportare Eracle, il figlio illegittimo di Alessandro. Anziché combattere, Cassandro negoziò con Poliperconte. Offrendogli ricchezze e sinecure lo persuase ad assassinare Eracle e a ritirarsi nell'ombra. Successivamente, come stratego di Cassandro, Poliperconte si oppose a Demetrio Poliorcete, figlio di Antigono.
L'anno della morte è incerto; probabilmente morì prima della battaglia di Ipso.

## Nella cultura di massa
- Nel film Alexander (2004), Poliperconte viene interpretato da Chris Aberdein.